# Kupinovo (Kuršumlija)
Pour les articles homonymes, voir Kupinovo (homonymie).
Kupinovo (en serbe cyrillique : Купиново) est un village de Serbie situé dans la municipalité de Kuršumlija, district de Toplica. Au recensement de 2011, il comptait 32 habitants.

## Démographie
| 1948 | 1953 | 1961 | 1971 | 1981 | 1991 | 2002 | 2011 |
| ---- | ---- | ---- | ---- | ---- | ---- | ---- | ---- |
| 191  | 331  | 285  | 211  | 114  | 84   | 67   | 32   |

|  |